# ギヴ・ア・リトル・ラヴ (ザ・ジャッズの曲)
「ギヴ・ア・リトル・ラヴ」(Give a Little Love) は、ポール・ケナリーが書き、アメリカ合衆国のカントリー・ミュージック・デュオ、ザ・ジャッズが吹き込んだ楽曲。1988年6月に、彼女たちのアルバム『ベスト・オブ・ジャッズ (Greatest Hits)』からの最初のシングルとしてリリースされた。この曲は、『ビルボード』誌のホット・カントリー・シングルズのチャートで最高2位まで上昇した。
「ギヴ・ア・リトル・ラヴ」は、1999年12月31日のアリゾナ州フィニックスにおけるコンサートを収録したライブ・アルバム『The Judds Reunion Live』（2000年）にも収録された。

## チャート
「ギヴ・ア・リトル・ラヴ」は、アメリカ合衆国の『ビルボード』誌のホット・カントリー・シングルズ&トラックス・チャートに、1988年8月27日付で最高2位まで上昇した。
| チャート（1988年）                                        | 最高位 |
| --------------------------------------------------------- | ------ |
| アメリカ合衆国（ビルボード ホット・カントリー・ソングス） | 2      |
| カナダ（RPM カントリー・トラックス）                      | 1      |